# Саїд Бакарі
Саїд Бакарі (фр. Saïd Bakari, нар. 22 вересня 1994, Ла-Курнев) — коморський футболіст, півзахисник нідерландського клубу «Спарта» та національної збірної Коморських Островів. Відомий за виступами в нідерландських і бельгійських клубах.

## Клубна кар'єра
Саїд Бакарі народився 1994 року у французькому місті Ла-Курнев. Займався в юнацьких командах французьких футбольних клубів «Бурже», «Парі Сен-Жермен», «Ред Стар» та «Шантії». У професійному футболі дебютував 2013 року виступами за команду третього бельгійського дивізіону «Тюрнгаут», в якій грав до 2015 року, взявши участь у 19 матчах чемпіонату. У 2015—2016 роках Бакарі грав за нижчоліговий французький клуб «Боншам», а в 2016—2017 роках за клуб тогочасного четвертого бельгійського дивізіону «Намюр».
У 2017 році Саїд Бакарі став гравцем нідерландського клубу Еерстедивізі «Валвейк», з яким у 2019 році вийшов до Ередивізі.Після виходу команди до найвищого нідерландського дивізіону коморський футболіст став у складі «Валвейка» гравцем основного складу командита залишався гравцем основи до відходу з команди в 2023 році.
У 2023 році Бакарі став гравцем іншого клубу Ередивізі «Спарта», де також став гравцем основного складу команди. Станом на 16 грудня 2024 року відіграв за команду з Роттердама 42 матчі в національному чемпіонаті.

## Виступи за збірну
У 2017 році Саїд Бакарі дебютував у складі національної збірної Коморських Островів. У складі збірної був учасником Кубка африканських націй 2021 року у Камеруні. Станом на лютий 2025 року зіграв у складі збірної 44 матчі, в яких забитими голами не відзначився.

## Досягнення
- Команда місяця Ередивізі: березень 2025[1]